# Nathalie Gobin
Pour les articles homonymes, voir Gobin.
Nathalie Gobin (née le 27 juin 1964 à Bourges, morte à Madrid le 22 mars 1992), est une artiste peintre française.

## Biographie
Nathalie Gobin naît le 27 juin 1964 à Bourges. Elle est élève à l'école Marguerite-de-Navarre, lorsqu'elle est remarquée par son professeur de dessin qui l'encourage à poursuivre dans cette voie. Conseil suivi d'effet, elle débute un cursus d'histoire de l'art et en parallèle se met à la peinture. Elle devient en 1983 élève de Philippe Lejeune dans son école d'Étampes, et réalise sa première exposition personnelle en 1987.
Nathalie Gobin prépare une maîtrise d'histoire de l'art qu'elle obtient en 1988 avec la mention très bien, le sujet étant « les nuages dans la peinture espagnole, de Gréco à Goya, ciel et cieux ».
Après avoir été sélectionnée, elle part en Espagne en 1990 pour intégrer comme pensionnaire la 61e promotion artistique de la Casa de Velázquez à Madrid.
Nathalie Gobin se suicide à Madrid le 22 mars 1992.

## Expositions individuelles ou collectives

### De son vivant
- Nathalie Gobin, Château de Chamarande, 1987
- Nathalie Gobin, galerie Inès Bonlieu, Étampes, 1988
- Philippe Lejeune et cinq de ses élèves, Alzey, Allemagne, 1989
- Nathalie Gobin, grand hôtel des bains, Enghien-les-Bains, 1989
- Salon des artistes français, Paris 1989
- Nathalie Gobin, musée d'Étampes, 1989
- Exposition collective, Orangerie du Luxembourg, Paris, 1990
- Nathalie Gobin, galerie Philippe Frégnac, Paris, 1990
- Huit artistes de la Casa de Velazquez, La Serre, Saint-Étienne, 1991
- Exposition Casa Velazquez 1991, Madrid et Paris, Institut de France, 1991

### Après sa mort
- Hommage à Nathalie Gobin (1964-1992), galerie[4] de la Fondation Taylor, Paris, 1992.
- École d'Étampes, autour du maître Philippe Lejeune, quelques élèves prestigieux : Éric Bari, Christoff Debusschere, Geneviève Decroix, Nathalie Gobin, Jacques Rohaut. galerie 23, domaine de Rochevilaine[5], Billiers, 2005.
- L'œuvre d'une vie, rétrospective de l'œuvre de Nathalie Godin, commissaires[6] Alain Meilland et Georges Buisson, Château d'Eau, Bourges 2008.

## Publications
- « L'École », dans Bérénice Lejeune-Cannavo, L'école d'Étampes 1971-1991, Étampes, Les Amis de l'Atelier de la vigne, 1991, 4-6 p., 30 cm (présentation en ligne)
- « Philippe Lejeune », textes recueillis par Nathalie Gobin, carnets d’atelier n°4, éditions Mémoire vivante & HB éditions, Paris, 1998  (ISBN 2-903011-33-8).
- « Philippe Lejeune », la Vision Créatrice de Philippe Lejeune[7], éditions Mémoire Vivante, 2002  (ISBN 2-903011-44-3).

## Prix
- Prix Brizard, Académie des Beaux-Arts, Paris 1988
- Prix Eddy Rugle Michailov, Fondation Taylor, 1989
- Prix Lesquivin Garnier[8], Académie des Beaux-Arts, Paris 1989
- Médaille d'argent, Salon des artistes français, Paris 1989
- Prix des amis de l'Europe, Paris 1989
- Prix Rivoire de la Fondation Taylor, Paris 1989
- Médaille d'or, Salon des artistes français, Paris 1990
- Prix du salon des moins de 35 ans, Salon des artistes français, Paris 1990

### Articles
- « Nathalie Gobin », dans édition pour le concours d'ex-libris, Michaïlov, Friha, Lescot, Chantal Lanvin, de Selva, Le Glatin, Ladore, lestrit, Renée Bernard, Jean Cardot, Pierre Carron, Lange, ..., revue annuelle n°39, Fondation Taylor, mai 1990 titre en ligne (consulté le 6 juin 2010)].
- « Nathalie Gobin », Univers des arts, no 69,‎ mai 2002 (résumé)Le sommaire en ligne présente une œuvre de Nathalie Gobin
- « Nathalie Gobin : éclairer l'inachevé », Culture, dans Nouvelles de Bourges, 2008 p. 11 texte intégral pdf (consulté le 6 juin 2010).
- « Nathalie Gobin », dans magazine Kokispass à Bourges, pp. 14–15 texte intégral pdf (consulté le 6 juin 2010).

### Catalogues
- Casa de Velázquez, Casa de Velázquez 1992 : Madrid, 28 mai au 21 juin, Paris, 30 septembre au 17 octobre, Madrid et Paris, Casa de Velázquez, 1992, 167 p. (ISBN 84-86839-35-1 et 9788486839352, présentation en ligne)
- Collectif, Nathalie Gobin (1964-1992) : Sa vie, ses œuvres, Paris, Fondation Taylor, coll. « Catalogue », 1992, 32 p., 23 × 30,5 (ISBN 2-908305-06-2, présentation en ligne)22 illustrations, broché, tirage 500 ex